# Người Jur Mananger
Người Jur Mananger (hay người Mananger) là một dân tộc có dân số từ 20.000 đến 30.000 người sống ở quận Gogrial của Nam Sudan. Họ nói một ngôn ngữ Tây Nin liên quan đến tiếng Luo và tiếng Shilluk.